# Писистратиды
Писистратиды — древнегреческий аристократический род, который возводил свою генеалогию к мифологическому герою Писистрату, сыну Нестора, царя Пилоса и участника Троянской войны. От брата Нестора, Периклимена, происходили, согласно легенде, Кодриды, так что Писистратиды, по-видимому, были в родстве с последними царями Афин.
Самым известным представителем рода является Писистрат, сын Гиппократа, трижды устанавливавший свою тиранию в Афинах в VI веке до н. э. Один из его сыновей, Гегесистрат, стал тираном Сигея, а другой, Гиппий, в 527 году до н. э. унаследовал власть над Афинами, но позже был свергнут. После этого все члены рода были объявлены вне закона (510 год до н. э.). Известно, что Писистратидов исключали из всех афинских амнистий V века до н. э. По мнению Питера Уайзмана, после низвержения Писистратидов был учрежден афинский праздник Диониса Элевтерия (к которому восходят и римские Либералии).